# La huerfanita
La huerfanita (en inglés, The Brat) es una película estadounidense de 1931 del género comedia dirigida por John Ford. Basada en la obra teatral homónima de Maude Fulton, fue producida por Fox Film Corporation y protagonizada por Sally O'Neil y Alan Dinehart.

## Argumento
Con la intención de estudiar el comportamiento humano, un escritor de la alta sociedad acoge en su casa a una joven huérfana a la que ha encontrado compareciendo en un juzgado nocturno por no haber pagado la cuenta del restaurante. Su familia no será comprensiva, sobre todo cuando empiecen a surgir complicaciones afectivas inesperadas con el escritor y su hermano.
A juicio de diversos críticos, se trata de una variante del mito clásico de Pigmalión.

## Dirección
En 1931 Fox Film Corporation dio por finalizado el contrato en exclusividad que John Ford había mantenido con la productora durante años. Sin embargo, antes de ello ambos realizaron juntos este nuevo proyecto. La película, adaptación de una obra teatral de 1917 de Maude Fulton de la que Herbert Blaché ya había dirigido una versión cinematográfica en 1919, era una comedia, género poco trabajado por el director pese a su arraigada costumbre de introducir situaciones cómicas para relajar la épica (El caballo de hierro, 1924) o la tragedia (Tragedia submarina, 1929). Tan sólo Río Arriba (1930) podía enmarcarse dentro del género, pero la «comedización» del guion había sido en ese caso una acción defensiva de Ford frente a una trama carcelaria original que no le interesaba.
La huerfanita contó con la colaboración del excelente operador de fotografía Joseph H. August. No obstante, el desinterés de Ford por la misma se palpa cuando en la larga entrevista que concedió años después a Peter Bogdanovich sólo recuerda que el filme contenía una secuencia con una pelea entre dos mujeres, que las dos actrices se emplearon a fondo debido a su mala relación y que él les dejó hacer para lograr una mayor verosimilitud. Dicha secuencia fue bien recibida por público y crítica.

## Interpretación
En esta ocasión, John Ford tuvo que trabajar con algunos intérpretes no habituales en él, como fue el caso del protagonista masculino Alan Dinehart. Este interpreta a un personaje algo excéntrico y afectado, que publicita su propio talento pero es objeto de burla al recibir una fortuna, y que escribe vestido con una camisa rusa sentado a la mesa de un fraile.
En cuanto al principal papel femenino, el de la huerfanita que da título a la película, fue desempeñado por Sally O'Neil. Su interpretación es controvertida. Mientras un sector de la crítica la califica como «irritante» debido al continuo temblor de su voz, otro considera que la actriz ejerce gran fascinación debido a la intensidad de su mirada y su acento yankee-cockney. No es mejor la valoración de la actuación de la actriz secundaria Virginia Cherrill, quien acababa de terminar el rodaje de Luces de la ciudad durante el que había tenido fuertes diferencias con Charles Chaplin. En relación con el papel que había interpretado en ese filme, se ha llegado a afirmar irónicamente que parecía estar «todavía ciega».
Quizá para compensar las novedades, Ford se rodeó de otros secundarios a los que conocía mejor. Es el caso de Margaret Mann, quien había protagonizado el mayor éxito del director, Cuatro hijos (1928), y que en esta ocasión encarna a un personaje de menor relevancia. Mucho más habitual en el cine fordiano es J. Farrell MacDonald, actor muy presente tanto en papeles protagonistas como en característicos roles secundarios típicos del director de Maine. También Frank Albertson había colaborado en un par de películas anteriores, Salute (1929) y Men without Women (1930). June Collyer había trabajado en Cuatro hijos y en Hangman's House. Por último, William Collier Sr. había ayudado a Ford a transformar el serio guion carcelario de Up the River (1930) en una divertida comedia.
Son las secuencias con los secundarios las más recordadas por la crítica. Como el prólogo en el juzgado de guardia en el que se suceden varios casos protagonizados por personajes grotescos mientras un grupo de policías situados en otra sala «destruyen» una partida de champán incautada en virtud de la Ley seca por el tradicional procedimiento fordiano de bebérselo.

### Reparto
| - Sally O'Neil - La huerfanita - Alan Dinehart - MacMillan Forester - Frank Albertson - Stephen Forester - William Collier, Sr. - El juez O'Flaherty | - Virginia Cherrill - Angela - June Collyer - Jane - J. Farrell MacDonald - Timson, el carnicero - Mary Forbes - La señora Forester | - Albert Gran - El obispo - Louise Mackintosh - Lena - Margaret Mann - El ama de llaves |

## Valoraciones
Dentro de la amplia filmografía de John Ford, La huerfanita pasa bastante desapercibida. Críticos e historiadores del cine coinciden en afirmar que el director no estaba en absoluto interesado por el encargo. El historiador Scott Eyman considera que se trata de la peor de entre todas las películas de Ford que han sobrevivido. Añade en tono mordaz que el hecho de que Samuel Goldwyn le encargase a continuación al director de Maine la realización de Arrowsmith, película «de prestigio» en la que utilizó a su principal estrella —Ronald Colman—, solo se puede explicar porque no llegó a ver nunca La huerfanita. Por el contrario, Tag Gallagher opina que es encantadora de principio a fin debido a su ritmo ligero.
La crítica saludó el filme en el momento de su estreno como una obra menor pero divertida, elogiando un trabajo técnico y artístico superior al material argumental de partida.

## Nueva versión
La productora, tras su fusión ya denominada 20th Century Fox, realizaría una nueva versión en 1940 con el título de The Girl from Avenue A, protagonizada por su estrella juvenil Jane Withers.